# Břevnický potok
Břevnický potok este o arie protejată (arie specială de conservare — SAC, sit de importanță comunitară — SCI) din Republica Cehă întinsă pe o suprafață de 3,83 ha, integral pe uscat.

## Localizare
Centrul sitului Břevnický potok este situat la coordonatele 49°37′13″N 15°36′40″E / 49.620278°N 15.611111°E.

## Înființare
Situl Břevnický potok a fost declarat sit de importanță comunitară în noiembrie 2009 pentru a proteja 1 specie de animale. Situl a fost protejat și ca arie specială de conservare în ianuarie 2016.

## Biodiversitate
Situată în ecoregiunea continentală, aria protejată nu include niciun habitat protejat.
La baza desemnării sitului se află o specie protejată de  pești: zglăvoacă (Cottus gobio).